# 川口市立芝東中学校
川口市立芝東中学校（かわぐちしりつ しばひがしちゅうがっこう）は、埼玉県川口市芝東町にある公立中学校。

## 概要
川口市は公立学校選択制を取り入れているが、川口市教育委員会の方針によって2014年度の新入生より学区外からの通学でも自転車通学は禁止になった。

## 沿革
- 1966年4月1日 - 川口市立芝中学校を分離して川口市立芝東中学校として創立
- 1966年4月18日 - 校章制定
- 1966年10月4日 - 校旗、校歌制定
- 1969年4月1日 - 敷地内に川口市立柳崎小学校が開校
- 1974年5月1日 - 川口市立岸川中学校を設置により一部が移籍
- 1983年4月1日 - 川口市立在家中学校を設置により一部が移籍[2]

## 教育目標
- 確かな学力<知>、豊かな人間性<徳>、たくましく生き抜く心と身体<体>を持った生徒の育成[3]

## 部活動

### 運動部
- 陸上部
- 野球部
- バスケットボール部（男子）
- バスケットボール部（女子）
- サッカー部
- 剣道部
- 柔道部
- 卓球部
- 水泳部
- ソフトテニス部（男子）
- ソフトテニス部（女子）
- バドミントン部（男子）
- バドミントン部（女子）
- バレーボール部[4]

### 文化部
- 吹奏楽部
- 演劇部
- 芸術部
- 科学部[4]

## 通学区域
- 伊刈 - 一部
- 芝 - 一部
- 芝下1丁目 - 全域
- 芝下2丁目 - 全域
- 芝下3丁目 - 全域
- 芝1丁目 - 全域
- 芝高木1丁目 - 全域
- 芝高木2丁目 - 一部
- 芝東町 - 全域
- 芝宮根町 - 全域
- 柳崎1丁目 - 一部
- 柳崎2丁目 - 全域
- 柳崎3丁目 - 全域
- 柳根町 - 一部[5]

## 卒業生
- 大島康樹 - プロサッカー選手
- ブル中野 - 元プロレスラー